# Katarzyna Pachniak
Katarzyna Pachniak – polska arabistka i islamoznawczyni, od 2006 kierowniczka Katedry Arabistyki i Islamistyki Uniwersytetu Warszawskiego.

## Życiorys
W 1993 ukończyła studia arabistyczne na Uniwersytecie Warszawskim, a w 1998 obroniła napisaną pod kierunkiem Janusza Daneckiego rozprawę doktorską z zakresu literaturoznawstwa orientalnego zatytułowaną Idee polityczne w dziełach Abu Hamida al-Ghazalego (XI–XII wiek). 31 maja 2005 habilitowała się w Instytucie Orientalistycznym Uniwersytetu Warszawskiego na podstawie rozprawy Doktryny isma'ilickie w dziełach Al-Kirmaniego. W 2015 uzyskała tytuł profesora w dziedzinie nauk humanistycznych.  
Zajmuje się między innymi: religijnymi aspektami islamu, filozofią muzułmańską oraz teorią polityki okresu klasycznego. Jest autorką kilkudziesięciu artykułów naukowych oraz ponad dwudziestu tłumaczeń książek z zakresu arabistyki i islamistyki. Jest autorką wielu haseł encyklopedycznych i słownikowych. Członkini Komitetu Nauk Orientalistycznych PAN.

## Ważniejsze publikacje
- Filozofia polityki muzułmańskiej na podstawie dzieł Abu Hamida al-Gazalego, Wydawnictwo Akademickie Dialog, Warszawa 2001.
- Doktryny isma’ilickie w dziełach Al-Kirmaniego, Wydawnictwo Akademickie Dialog, Warszawa 2004.
- Nauka i kultura muzułmańska i jej wpływ na średniowieczną Europę, Wydawnictwo Trio, Warszawa 2010.
- Ezoteryczne odłamy islamu w muzułmańskiej literaturze herezjograficznej, Wydawnictwo Akademickie Dialog, Warszawa 2012.

## Ważniejsze przekłady
- Abu Hamid al-Ghazali, Sprawiedliwa waga. Ratunek przed zabłądzeniem, Wydawnictwa Uniwersytetu Warszawskiego, Warszawa 2008.